# كأس التحدي الإسكتلندي 2010–11
كأس التحدي الإسكتلندي 2010–11 (بالإنجليزية: 2010–11 Scottish Challenge Cup)‏ هو الموسم 20 من كأس التحدي الإسكتلندي ‏. أقيم خلال الفترة 24 يوليو 2010 وحتى 10 أبريل 2011، وأشرف على تنظيمه دوري كرة القدم الاسكتلندي، وكان عدد الأندية المشاركة فيه 30، وفاز فيه نادي روس كاونتي.